# CS-221
De CS-221 (Carretera Secundaria 221) is een secundaire weg in Andorra. De weg verbindt de CS-220 bij Encamp met het meer Estany d'Engolasters en is ongeveer drie kilometer lang.